# Perry County (Indiana)
Das Perry County ist ein County im US-Bundesstaat Indiana. Bei der Volkszählung im Jahr 2010 hatte das County 19.338 Einwohner und eine Bevölkerungsdichte von 19,6 Einwohnern pro Quadratkilometer. Der Verwaltungssitz (County Seat) ist Tell City.

## Geographie
Das County liegt im Süden von Indiana am Nordufer des Ohio River, der die Grenze zu Kentucky bildet. Es hat eine Fläche von 1001 Quadratkilometern, wovon 13 Quadratkilometer Wasserfläche sind. An das Perry County grenzen folgende Countys:
| Dubois County             |  | Crawford County                |
| Spencer County            |  | Meade County (Kentucky)        |
| Hancock County (Kentucky) |  | Breckinridge County (Kentucky) |

## Geschichte

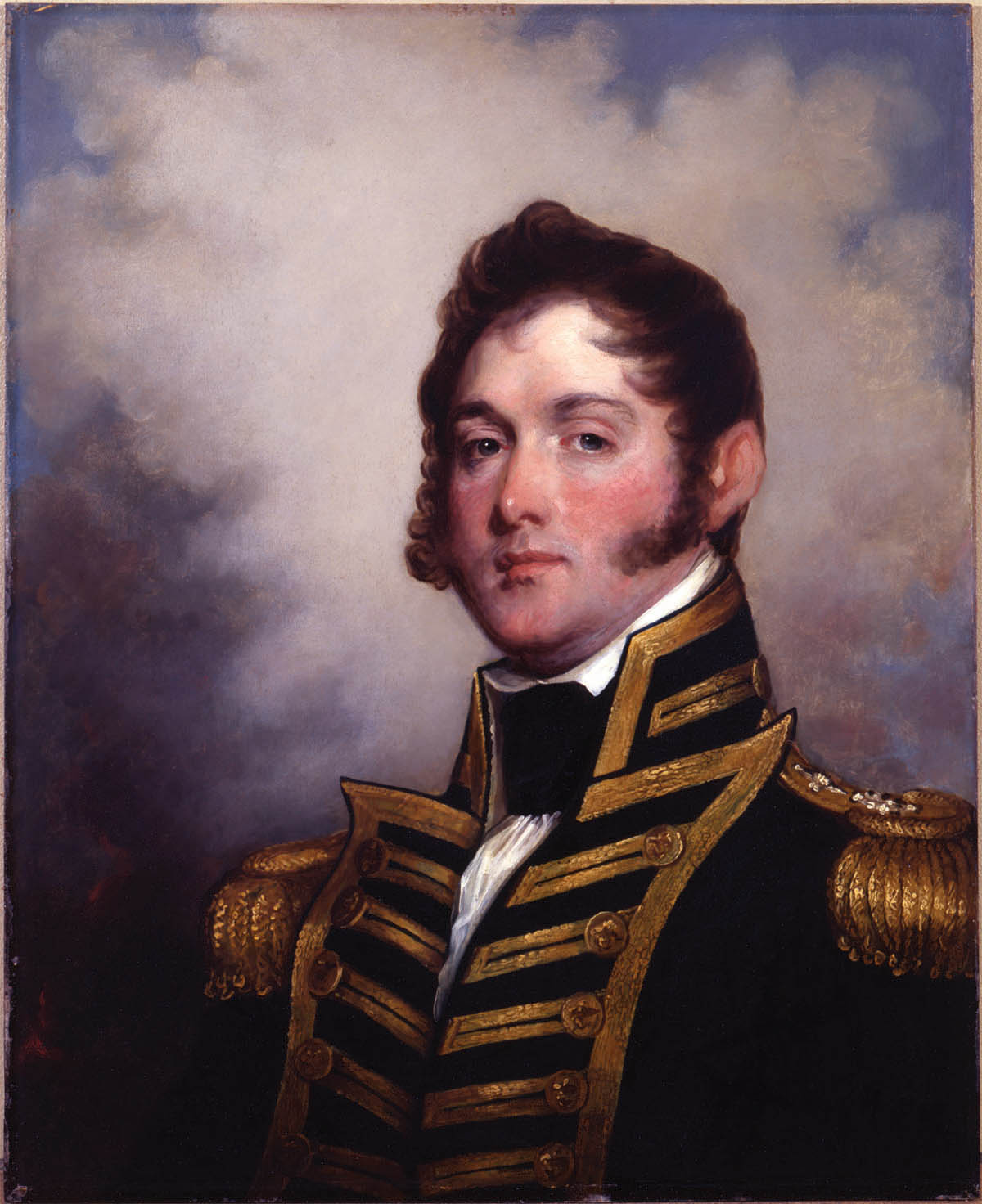
O. H. Perry

Das Perry County wurde am 7. September 1814 aus Teilen des Gibson County und des Warrick County gebildet. Benannt wurde es nach Oliver Hazard Perry (1785–1819), einem US-Marineoffizier im Krieg von 1812.

Im Perry County liegt eine National Historic Landmark, die Cannelton Cotton Mill. 7 Bauwerke und Stätten des Countys sind im National Register of Historic Places eingetragen (Stand 3. September 2017).

## Demografische Daten

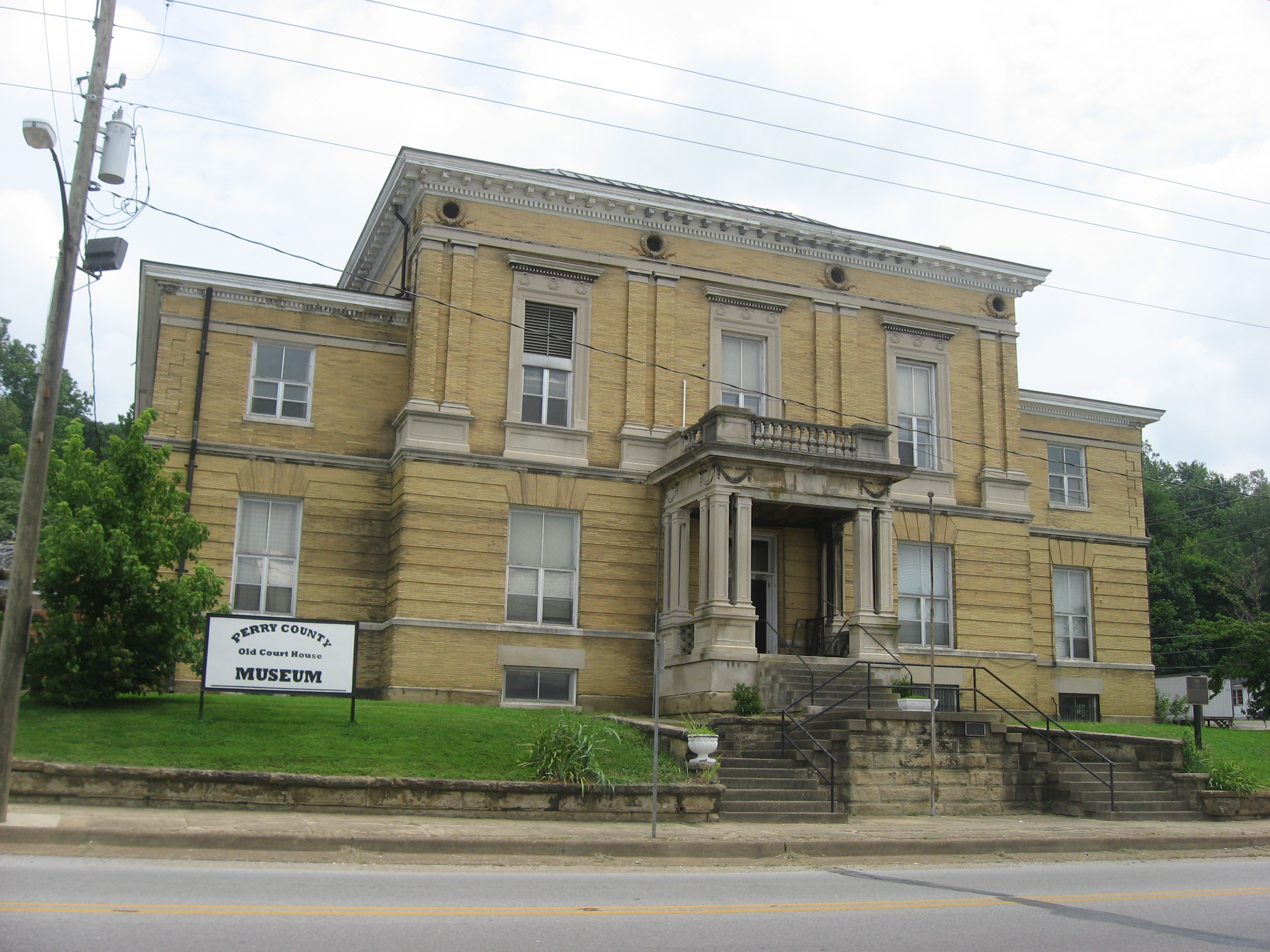
Ehemaliges Perry County Courthouse in Cannelton im Cannelton Historic District

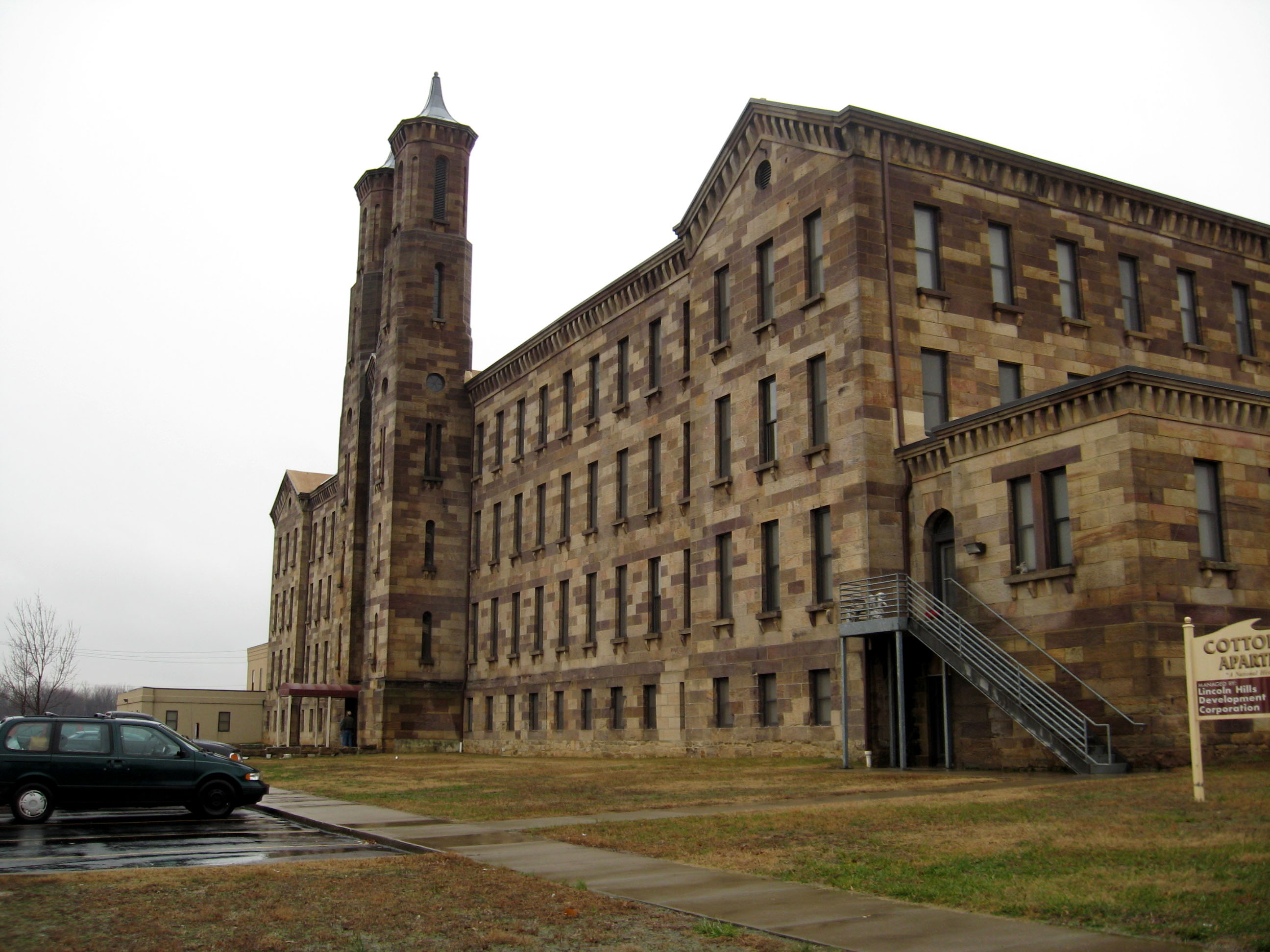
Cannelton Cotton Mill, seit 1975 im NRHP gelistet

Nach der Volkszählung im Jahr 2000 lebten im Perry County 18.899 Menschen in 7270 Haushalten und 5074 Familien. Die Bevölkerungsdichte betrug 19 Einwohner pro Quadratkilometer. Ethnisch betrachtet setzte sich die Bevölkerung zusammen aus 97,61 Prozent Weißen, 1,45 Prozent Afroamerikanern, 0,17 Prozent amerikanischen Ureinwohnern, 0,12 Prozent Asiaten, 0,02 Prozent Bewohnern aus dem pazifischen Inselraum und 0,13 Prozent aus anderen ethnischen Gruppen; 0,50 Prozent stammten von zwei oder mehr Ethnien ab. 0,70 Prozent der Bevölkerung waren spanischer oder lateinamerikanischer Abstammung.
Von den 7270 Haushalten hatten 30,6 Prozent Kinder unter 18 Jahre, die mit ihnen im Haushalt lebten. 56,7 Prozent waren verheiratete, zusammenlebende Paare, 9,0 Prozent waren allein erziehende Mütter und 30,2 Prozent waren keine Familien. 26,7 Prozent waren Singlehaushalte und in 12,7 Prozent lebten Menschen mit 65 Jahren oder darüber. Die Durchschnittshaushaltsgröße betrug 2,45 und die durchschnittliche Familiengröße lag bei 2,96 Personen.
22,9 Prozent der Bevölkerung waren unter 18 Jahre alt, 9,8 Prozent zwischen 18 und 24, 29,2 Prozent zwischen 25 und 44 Jahre. 23,3 Prozent zwischen 45 und 64 und 14,9 Prozent waren 65 Jahre alt oder älter. Das Durchschnittsalter betrug 38 Jahre. Auf 100 weibliche Personen kamen 107 männliche Personen. Auf 100 Frauen im Alter von 18 Jahren und darüber kamen 107,7 Männer.

Das jährliche Durchschnittseinkommen eines Haushalts betrug 36.246 US-Dollar, das Durchschnittseinkommen der Familien 43.743 USD. Männer hatten ein Durchschnittseinkommen von 31.554 USD, Frauen 22.123 USD. Der Pro-Kopf-Einkommen betrug 16.673 USD. 7,1 Prozent der Familien und 9,4 Prozent der Bevölkerung lebten unterhalb der Armutsgrenze.

## Orte im Perry County
| Citys - Cannelton - Tell City | Town - Troy |

Unincorporated Communitys
- Adyeville
- Apalona
- Bandon
- Branchville
- Bristow
- Celina
- Derby
- Dexter
- Dodd
- Doolittle Mills
- Fenn Haven
- Gatchel
- Gerald
- Kitterman Corners
- Leopold
- Lilly Dale
- Magnet
- Mount Pleasant
- Oriole
- Ranger
- Rome
- St. Croix
- Sassafras
- Siberia
- Terry
- Tobinsport

Townships
- Anderson Township
- Clark Township
- Leopold Township
- Oil Township
- Tobin Township
- Troy Township
- Union Township